# Sekundärspeicher
Als Sekundärspeicher (lehnübersetzt aus dem englischen ‚secondary storage‘) oder „externer Speicher“ (aus englisch ‚external memory‘) wird der Datenspeicher eines Computers bezeichnet, auf den nicht unmittelbar von der CPU aus zugegriffen werden kann und der daher die Verwendung der Ein-/Ausgabe-Kanäle des Computers erfordert.
Sekundärspeicher wird verwendet, um Daten zu speichern, die nicht im aktiven Gebrauch sind. Er ist üblicherweise langsamer als Primärspeicher (Hauptspeicher), bietet aber auch fast immer eine höhere Speicherkapazität und ist persistent (nichtflüchtig).
Sekundärspeicher werden nach der dem Verfahren zu Grunde liegenden Technik gegliedert:
- Optische Speicher
  - CD, CD-R, CD-RW, DVD, Blu-ray Disc, HD DVD, Holografischer Speicher
- Magnetische Speicher
  - Festplatten, Magnetband, Disketten, ZIP-Laufwerke
- Digitale Speicher
  - Flash-Speicher (z. B. in USB-Sticks)
- Mechanische Speicher
  - Lochstreifen, Lochkarten

Fast alle Sekundärspeicher sind entweder magnetisch oder optisch. Eine weithin bekannte Ausnahme sind jedoch Flash-Speicher, wie sie z. B. in USB-Sticks oder Solid-State-Drives Verwendung finden.
Sekundärspeicher werden häufig mit einem Dateisystem formatiert, das als Abstraktionsschicht für die geordnete Ablage von Dateien und Verzeichnissen fungiert und die Speicherung von Metadaten wie des Dateibesitzers, der Dateiberechtigungen und der Zugriffszeiten unterstützt.